# سیارک ۱۲۶۷۰
سیارک ۱۲۶۷۰ (به انگلیسی: 12670 Passargea، نامگذاری:1979SG2) دوازده هزار و ششصد و هفتاد و یکمین سیارک کشف شده‌است که در ۲۲ سپتامبر ۱۹۷۹ کشف شد.
قدر مطلق سیارک برابر ۱۳.۵ است.